# Завадовская, Виктория Андреевна
Виктория Андреевна Завадовская (16 января 1996, Истра, Московская область) — , российская фристайлистка Виктория Завадовская выступает в дисциплине ски-кросс. Является мастером спорта России по фристайлу. Специализируется в ски-кроссе.
В состав сборной России пробилась в 2015 году, а через год выиграла медаль на юниорском первенстве мира. Призёром взрослого Чемпионата России впервые стала в 2017 году. Затем выступила на Чемпионате Мира и прошла в финал соревнований. Принимала участие в Чемпионате мира по фристайлу и сноуборду в Сьерра Неваде. На XXIII Зимних Олимпийских играх, проходивших с 9 по 25 февраля 2018 года на олимпийских объектах Корейского города Пхенчхан, не сумела выйти в 1/4 финала в дисциплине ски-кросс. В 1/8 финала уступила канадке Бриттани Фелан и итальянке Деборе Пикснер. Спортсменка тренируется под руководством Леонида Мехрякова, Сергея Мазура и Константина Мальгина. Первым тренером стала Трушкина Мария Владимировна. Виктория выступает за Спортивную школу Олимпийского резерва «Истина» города Истра, Центр Олимпийских видов спорта Московской области.
Сначала занималась горными лыжами. Когда ей предложили попробовать ски-кросс, Виктория без сомнений согласилась. Девушка решила остаться. В родном городе не было условий для тренировок, но желание стать профессиональным спортсменом оказалось сильнее обстоятельств.
14 марта 2019 года Виктория Завадовская объявила о завершении карьеры. 
Занимается частной тренерской практикой в собственной горнолыжной школе.